# Ла Хабра (град, Калифорния)
Ла Хабра (на английски: La Habra) е град в окръг Ориндж, щата Калифорния, САЩ.
Ла Хабра е с население от 58974 жители (2000) и обща площ от 19 km². Намира се на 91 m надморска височина. ЗИП кодовете му са 90631-90633, а телефонният му код е 562, 714.